# Chrysopilus calchaqui
Chrysopilus calchaqui är en tvåvingeart som beskrevs av Coscaron 1995. Chrysopilus calchaqui ingår i släktet Chrysopilus och familjen snäppflugor. Inga underarter finns listade i Catalogue of Life.